# Senat der Philippinen

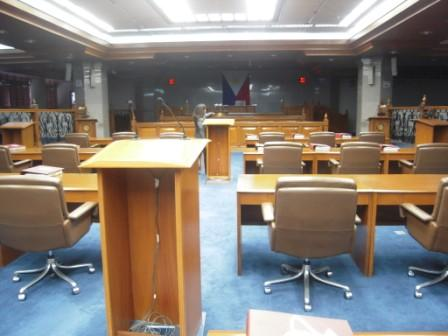
Sitzungssaal des Senats

Der Senat der Philippinen (Tagalog: Senado ng Pilipinas) ist neben dem Repräsentantenhaus eine der zwei Kammern des Philippinischen Kongresses.
Der Senat setzt sich aus 24 landesweit gewählten Senatoren zusammen, die keinen speziellen Wahlbezirk vertreten. Die Senatoren werden für eine sechsjährige Legislaturperiode gewählt, wobei alle drei Jahre 12 Senatssitze zu wählen sind.
Die Geschäfte des Senats werden vom Senatspräsidenten geleitet, der im Falle seiner Abwesenheit vom Senatspräsidenten Pro tempore vertreten wird. Die Senatspolitik wird im Wesentlichen vom Mehrheitsführer (Majority Leader) und dem Minderheitsführer (Minority Leader) gestaltet.
Darüber hinaus umfasst der Senat 37 Fachausschüssen sowie weitere 33 Ad-hoc- und Aufsichtsausschüsse, so dass jeder Senator in der Regel mehrfach den Vorsitz in einem dieser Gremien hat.
Mit 24 Senatoren ist der philippinische Senat bezogen auf die Bevölkerungsgröße eine der kleinsten Oberhauskammern der Welt.

## Geschichte
Zwischen 1907 und 1916 fungierte die Philippine Commission unter dem Vorsitz des US-amerikanischen Generalgouverneurs der Philippinen als erste Kammer der gesetzgebenden Gewalt. Dieses Organ hatte danach auch die ausführende Gewalt.
Am 29. August 1916 wurde durch das Philippine Autonomy Act (Jones Law) die Einrichtung eines Kongresses beschlossen, der sich aus dem Senat und einer zweiten Kammer, dem Repräsentantenhaus, zusammensetzte und Philippinische Legislative genannt wurde. Mit der Gründung des Commonwealth der Philippinen 1935 wurde das Zweikammersystem wieder abgeschafft und eine Nationalversammlung eingeführt, wie es der das Tydings–McDuffie Act vorsah. 1940 verständigte man sich auf die Wiedereinführung des Zweikammersystems, dem Commonwealth-Kongress, mit Hinblick auf die Zeit nach einer zukünftigen Souveränität der Philippinen. Die Wahlen zu diesem fanden im November 1941 statt, jedoch konnte er seine Tätigkeit durch den Überfall Japans nicht mehr aufnehmen. Der Senat des Commonwealth-Kongresses trat erst nach den Wahlen im Juni 1945 erstmals vollständig zusammen.
Nach der Verhängung des Kriegsrechts durch Präsident Ferdinand Marcos wurde 1972 der Kongress aus Repräsentantenhaus und Senat aufgelöst. Erst 1987 kam es nach dem Machtverlust von Präsident Marcos im Zuge der People-Power-Revolution durch die Verfassung der Philippinen zur Wiedereinsetzung des Senats.

## Derzeitige Mitglieder des Senats
Die nachfolgende Liste stellt die derzeitige Zusammenstellung des Senats dar. In der linken Reihe stehen die Senatoren, deren Wahlzeit am 30. Juni 2025 ausläuft und in der rechten Reihe die Senatoren, deren Wahlzeit am 30. Juni 2028 endet. In den Klammern steht der Beginn der aktuellen Amtszeit als Senator.
| - Juan Edgardo Angara (2013) - Nancy Binay (2013) - Aquilino Pimentel III (2011) - Grace Poe (2013) - Cynthia Villar (2013) - Lito Lapid (2019) - Pia Cayetano (2019) - Ramon Revilla junior (2019) - Imee Marcos (2019) - Francis Tolentino (2019) - Ronald de la Rosa (2019) - Christopher Go (2019) | - Joel Villanueva (2016) - Juan Miguel Zubiri (2016) - Risa Hontiveros (2016) - Sherwin Gatchalian (2016) - Loren Legarda (2022) - Jose Pimentel Ejercito junior (2022) - Francis Escudero (2022) - Joseph Victor Ejercito (2022) - Alan Peter Cayetano (2022) - Raffy Tulfo (2022) - Robin Padilla (2022) - Mark Villar (2022) |

## Liste der Senatspräsidenten

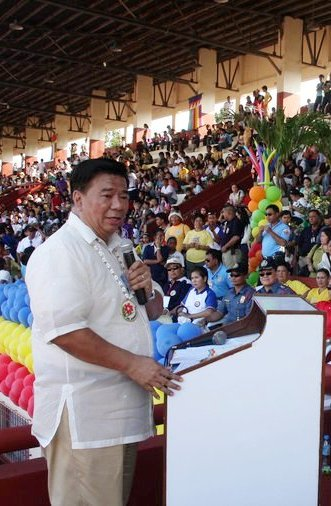
Senatspräsident Franklin Drilon

| - 1916–1935 Manuel Quezon - 1945–1946 Manuel Roxas - 1946–1949 José Avelino - 1949–1951 Mariano Cuenco - 1952–1952 Quintín B. Paredes - 1952–1952 Camilo Osias - 1952–1953 Eulogio A. Rodriguez senior - 1953–1953 Camilo Osias - 1953–1953 Jose C. Zulueta - 1953–1963 Eulogio A. Rodriguez senior - 1963–1965 Ferdinand Marcos - 1966–1967 Arturo Tolentino - 1967–1972 Gil J. Puyat - 1987–1992 Jovito Salonga - 1992–1993 Neptali Gonzales | - 1993–1995 Edgardo Angara - 1995–1996 Neptali Gonzales - 1996–1998 Ernesto Maceda - 1998–1998 Neptali Gonzales - 1998–1999 Marcelo B. Fernan - 1999–2000 Blas Ople - 2000–2000 Franklin Drilon - 2000–2001 Aquilino Pimentel junior - 2001–2006 Franklin Drilon - 2006–2008 Manuel Villar junior - 2008–2013 Juan Ponce Enrile - 2013–2016 Franklin Drilon - 2016–2018 Aquilino Pimentel III - 2018–2022 Vicente Sotto III - seit 2022 Juan Miguel Zubiri |

## Büro des Sekretärs des Senats
Das Sekretariat des Senats wird von einem Sekretär geleitet, der von den Mitgliedern des Senats gewählt wird. Der Sekretär assistiert dem Senatspräsidenten bei einer angemessenen und zeitnahen Gesetzgebung sowie bei der administrativen Unterstützung der Büros der Senatoren. Er übt die Oberaufsicht und Kontrolle über aller Büros der Dienstleistungseinheiten und alle Offiziellen und Beschäftigten des Sekretariats aus. Er formuliert Pläne, Strategien und Programme zur Professionalisierung der Einrichtung.
Der Sekretär wird unterstützt durch ernannte Vizesekretäre und dem Zeremonienmeister (Sergeant-at-Arms), der ebenfalls von den Senatoren gewählt wird. Das Sekretariat ist in vier Hauptabteilungen im Büro des Senatssekretärs unterteilt: Gesetzgebungsabteilung, Abteilung für Verwaltung und Finanzen, Büro für auswärtige Angelegenheiten und Beziehungen und dem Büro des Sergeant-at-Arms.